# Мактажан
Мактажан (каз. Мақтажан) — село в Мактааральском районе Туркестанской области Казахстана. Входит в состав Иржарского сельского округа. Код КАТО — 514463500.

## Население
В 1999 году население села составляло 1253 человека (626 мужчин и 627 женщин). По данным переписи 2009 года, в селе проживал 1641 человек (856 мужчин и 785 женщин).